# Veltheim (Winterthur)
Veltheim (toponimo tedesco) è un distretto di 10 053 abitanti del comune svizzero di Winterthur, nel Canton Zurigo (distretto di Winterthur).

## Storia

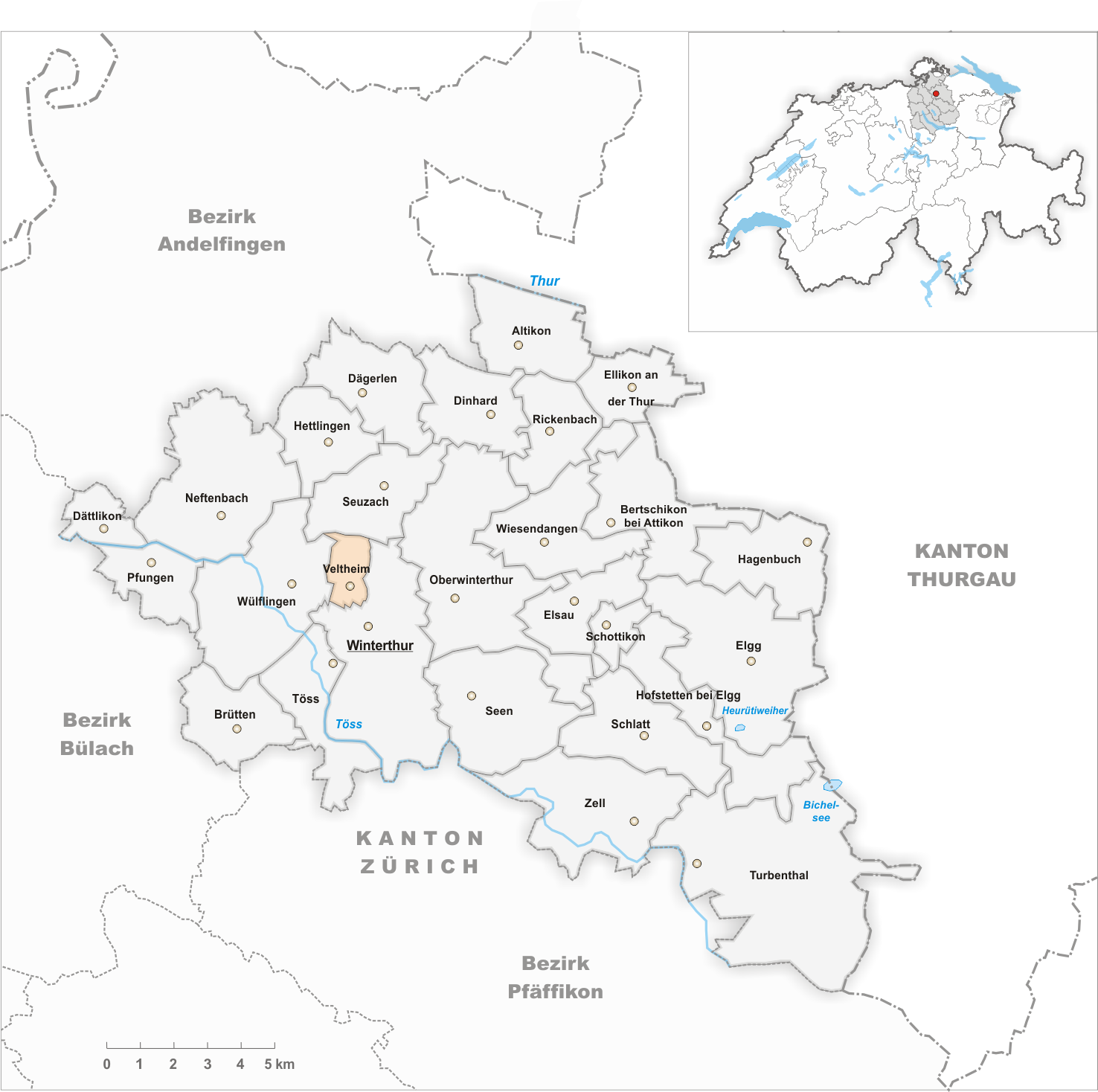
Il territorio del comune di Veltheim prima degli accorpamenti comunali del 1922

Già comune autonomo, nel 1922 è stato accorpato al comune di Winterthur assieme agli altri comuni soppressi di Oberwinterthur, Seen, Töss e Wülflingen.

## Monumenti e luoghi d'interesse

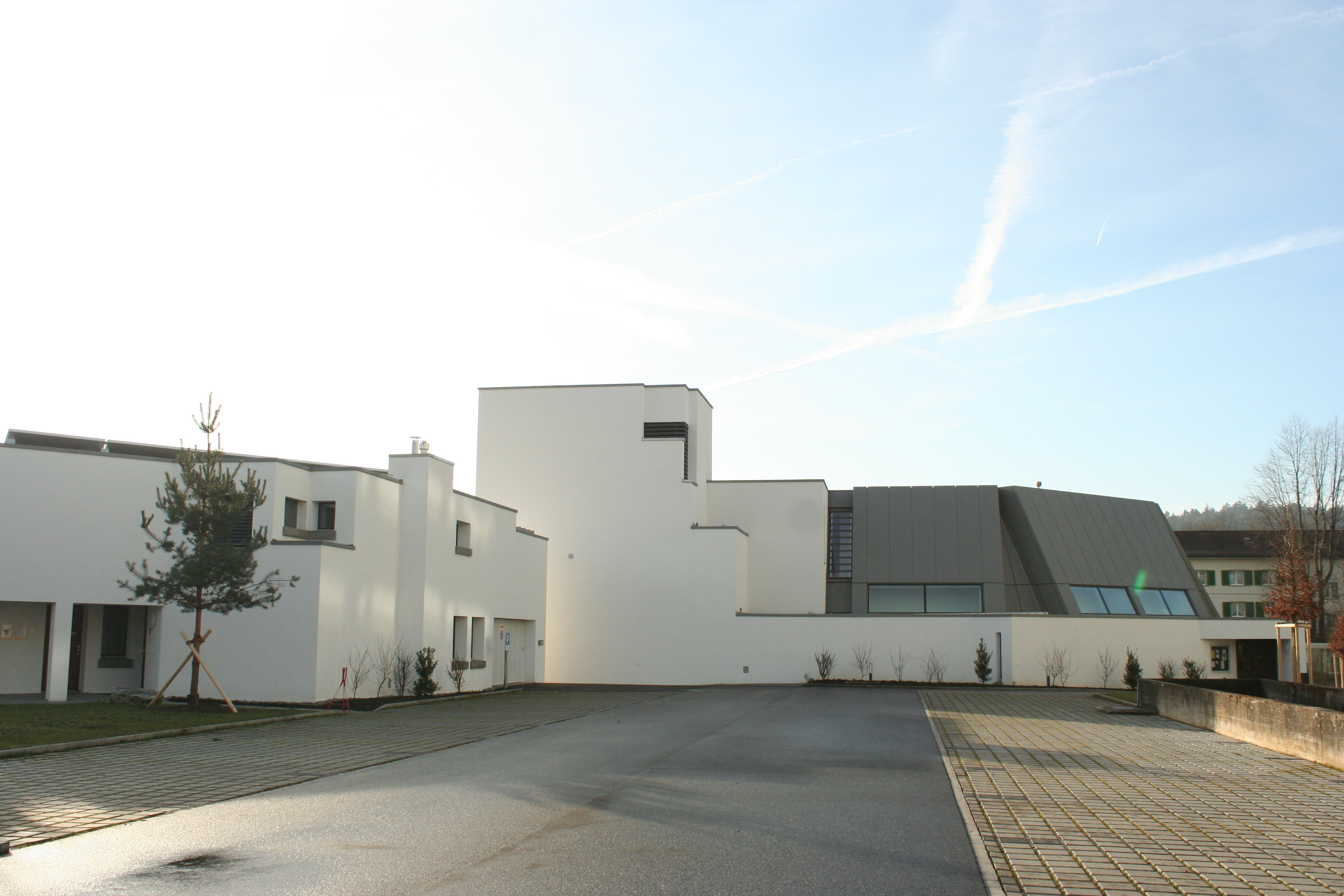
La chiesa di Sant'Ulrico

- Chiesa riformata (già di Sant'Anna), attestata dal 1230 e ricostruita nel 1482-1498[1];
- Chiesa cattolica di Sant'Ulrico.

## Società

### Evoluzione demografica
L'evoluzione demografica è riportata nella seguente tabella:
Abitanti censiti

## Geografia antropica

### Quartieri
- Blumenau
- Rosenberg

## Amministrazione
Ogni famiglia originaria del luogo fa parte del cosiddetto comune patriziale e ha la responsabilità della manutenzione di ogni bene ricadente all'interno dei confini del comune.